# D'Iberville (metrostation)
D'Iberville is een metrostation in het stadsdeel Villeray–Saint-Michel–Parc-Extension van de Canadese stad Montréal. Het station werd geopend op 16 juni 1986 en wordt bediend door de blauwe lijn van de metro van Montréal.